# Чемеров, Сергей Алексеевич
Серге́й Алексе́евич Че́меров (29 сентября 1972, Тверь) — российский гребец-каноист, выступал за сборную России в 1990-х — 2000-х годах. Чемпион мира, серебряный и бронзовый призёр мировых первенств, многократный победитель этапов Кубка мира, национальных и ветеранских регат. На соревнованиях представлял Тверскую область, мастер спорта международного класса.

## Биография
Сергей Чемеров родился 29 сентября 1972 года в Твери. Активно заниматься греблей на каноэ начал в раннем детстве, проходил подготовку в тверской специализированной детско-юношеской спортивной школе олимпийского резерва имени Антонины Серединой.
Первого серьёзного успеха добился в сезоне 1993 года, когда стал чемпионом России среди каноэ-двоек на дистанции 500 метров. Благодаря череде удачных выступлений вошёл в основной состав российской национальной сборной и удостоился права защищать честь страны на чемпионате мира в Копенгагене. С четырёхместным экипажем, куда также вошли гребцы Андрей Кабанов, Павел Коновалов и Александр Костоглод, выиграл серебряные медали в километровой и полукилометровой дисциплинах, в обоих случаях уступив лидерство лишь команде Венгрии. Год спустя на всероссийском первенстве добился чемпионского титула сразу в пяти дисциплинах, после чего с тем же экипажем отправился на чемпионат мира в Мехико, где завоевал золото, обогнав всех своих соперников на двухстах метрах.
Впоследствии Чемеров ещё в течение многих лет оставался в составе сборной России и продолжал принимать участие в крупнейших международных регатах. Так, на чемпионате мира 1997 года в канадском Дартмуте вместе с Андреем Кабановым, Александром Костоглодом и Владиславом Ползуновым он получил бронзовую награду в гонке на 500 метров. Последний раз показал значимый результат в гребле на каноэ в сезоне 2002 года, одержав победу на чемпионате России среди четвёрок на километровой дистанции и став, таким образом, четырнадцатикратным чемпионом страны. За выдающиеся спортивные достижения удостоен почётного звания «Мастер спорта России международного класса».
После завершения карьеры в гребле на каноэ решил попробовать себя в гребле на лодках класса «дракон» — добился и в этом виде спорта немалых достижений, в частности, в период 2000—2005 неоднократно выигрывал чемпионаты Европы и мира. Покинув профессиональный спорт, регулярно участвует в различных ветеранских регатах по гребле, например, в 2013 году стал чемпионом Всемирных игр по гребле на байдарках и каноэ среди ветеранов в итальянском Турине, финишировав первым на двухстах метрах. Кроме того, получил бронзу за участие в километровых заездах.